# Marin Sais
Marin Sais (San Rafael, 2 augustus 1890 – Woodland Hills, 31 december 1971) was een Amerikaans actrice wiens carrière op haar hoogtepunt was tijdens het tijdperk van de stomme film van de jaren 1910 en 1920. De acteercarrière van Sais besloeg meer dan vier decennia, met meer dan 100 langspeelfilms. Ze wordt herinnerd voor haar rollen in westerns.

## Biografie
Sais werd geboren als Mae Smith op 2 augustus 1890 in San Rafael (Californië), in een familie die naar verluidt afstamde van een van de eerste Spaanse families die zich in Californië vestigden. Haar acteercarrière begon als tiener nadat ze naar New York was verhuisd, waar ze in vaudeville-voorstellingen speelde.
In 1910 maakte ze op twintigjarige leeftijd haar filmdebuut bij Vitagraph Studios in de kortfilm Twelfth Night, een verfilming van William Shakespeares Driekoningenavond, tegenover de bekende actrices Florence Turner en Julia Swayne Gordon. Sais zou later de hoofdrol spelen in een aantal succesvolle korte komedies voor Kalem Company tegenover acteurs Ruth Roland, Marshall Neilan en Edward Coxen. In 1911 speelde Sais voor het eerste in een western met de titel The Ranger's Stratagem. Ze zou nadien nog vaak in westerns spelen, vooral in haar latere carrière.
Sais' carrière schoot snel de hoogte in nadat ze naar Los Angeles verhuisde. Ze verscheen in komische kortfilms, maar het was vooral haar stuntrijden en rollen in westerns die haar een nationale ster maakten. Tegen 1918 was Sais een zeer populaire en herkenbare actrice geworden en werd ze door het Japanse stommefilm-idool Sessue Hayakawa geselecteerd om tegenover hem te verschijnen in een reeks films, waarvan de eerste het raciale drama The City of Dim Faces uit 1918 was, gevolgd door His Birthright, datzelfde jaar uitgebracht en ook met Hayakawa's vrouw Tsuru Aoki in de hoofdrol. Sais' samenwerking met Hayakawa eindigde met de film Bonds of Honor uit 1919 en hetzelfde jaar verscheen Sais met de Zweedse actrice Anna Q. Nilsson in het matig succesvolle drama The Vanity Pool.
Halverwege de jaren 1920 ging de carrière van Marin Sais achteruit en begon ze te verschijnen in een aantal lowbudget-westerns. Het was een trend die Sais haar hele carrière zou blijven volgen tot in het tijdperk van de geluidsfilm in de jaren 30, en haar de twijfelachtige titel van "Koningin van de B-film westerns" zou opleveren. Een opmerkelijke film uit die periode was de door Bruce M. Mitchell geregisseerde film The Hellion uit 1924, met de Britse acteur Boris Karloff in een van zijn eerste prominente rollen. In de jaren dertig verscheen Sais in ongeveer twintig films, bijna allemaal westerns. Een opmerkelijke uitzondering was een niet-gecrediteerde rol als Mrs. Harper in de cultklassieker Reefer Madness uit 1936.
Sais' acteercarrière zette zich voort in de jaren veertig en vijftig, vaak met bijrollen of in niet-gecrediteerde rollen in weinig succesvolle, lowbudget-westerns. Twee uitzonderingen waren de populaire western Lightning Raiders uit 1945, geregisseerd door Sam Newfield, met Buster Crabbe in de hoofdrol en haar rol als The Duchess in de langlopende Red Ryder-serie uit 1949 met Jim Bannon in de hoofdrol. Begin jaren 50 waagde ze zich voorzichtig aan het nieuwe medium televisie met een gastoptreden in The Lone Ranger. Sais' laatste rol was een kleine rol in de televisiefilm The Great Jesse James Raid in 1953.
In 1920 trouwde Sais met westernacteur Jack Hoxie, die ze ontmoette op de set van de stomme film Tigers Unchained uit 1916. De twee speelden in een aantal goed ontvangen western actie- en avonturenfilms. In 1925 eindigde het huwelijk in een scheiding.
Sais overleed op 31 december 1971 in Woodland Hills (Californië) op 81-jarige leeftijd aan hersenverkalking.